# Conrad V Kettler zu Alt-Assen

Wapen Kettler / von Ketteler

Conrad V Kettler zu Alt-Assen (ca. 1508-1555), drost te Dülmen, was een zoon van Herman Ketteler van Alt-Assen (-1512) eigenaar van de Burcht Alt-Assen en Leneke van Hatzfeld.
Kettler trouwde in 1530 met Margaretha von Beesten (von Besten) erfvrouwe van Sythen. Zij was een dochter van Johan von Besten zu Sythen en Anna von Diepenbrock zu Buldern. Johann von Besten zu Sythen was op zijn beurt een zoon van Johann von Besten die in 1481 getrouwd was met Kunigunde von Westerholt.
Uit zijn huwelijk zijn de volgende kinderen geboren:
- Maria von Kettler (ca. 1531-). Zij trouwde in 1572 met Jobst von der Recke zu Curll. Hij was een zoon van Diederik van der Recke (-1538) en Elisabeth von Hatzfeld.
- Hermann von Ketteler heer van Assen en erfheer van Sythen (ca. 1533-). Hij trouwde ca. 1553 met Aleidt / Aleidis van Diepenbroek.
- Anna von Ketteler (-1609). Zij trouwde ca. 1575 met Johan von Winkelhausen (-1623).

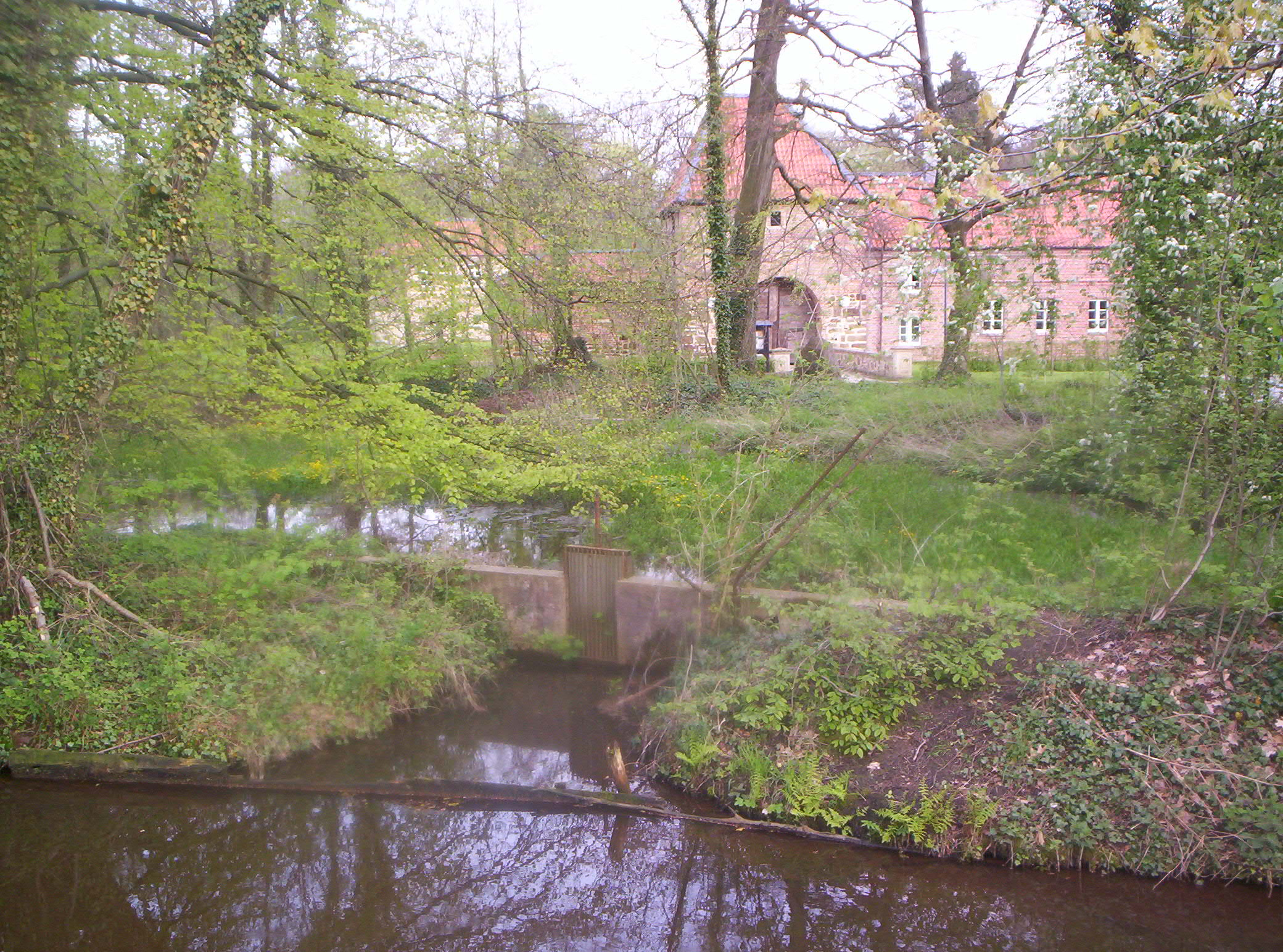
Slot Sythen (2005)
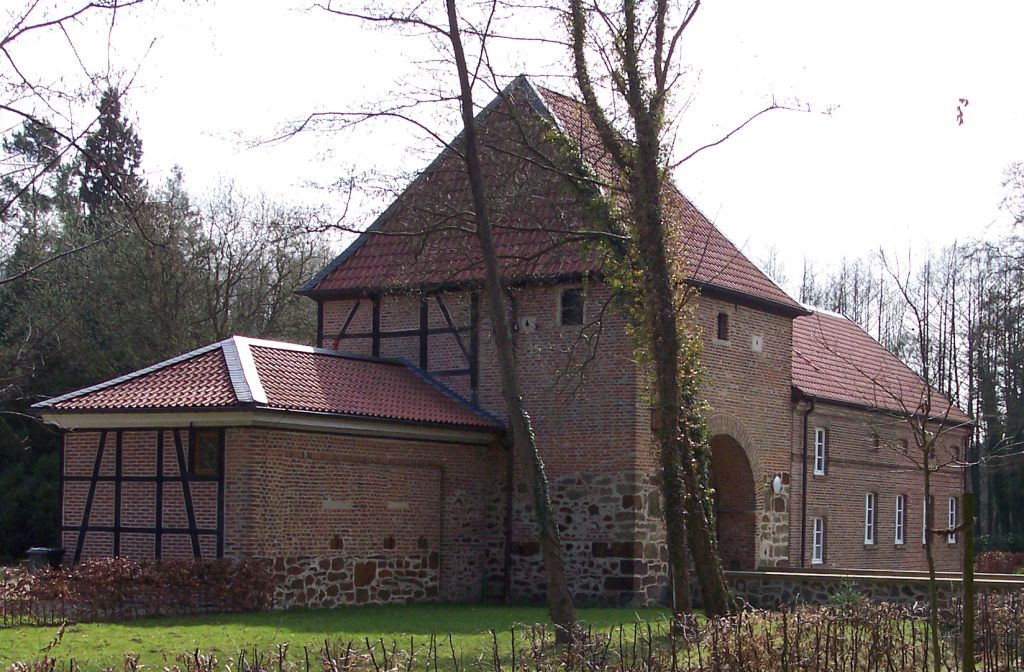
Poortgebouw Slot Sythen (2005)
Wapen von Hatzfeld